# 古田彰満
古田 彰満（ふるた あきみつ、1970年5月25日 - ）は、ラジオ関西のアナウンサー。兵庫県西宮市出身（データによっては、大阪府大阪市または東京都出身として扱われる場合もある）。
同志社大学法学部卒業。ニックネームは古ちゃん。
1995年より同局のアナウンサーを務める。主に報道番組キャスターやスポーツ中継の実況・リポーターを担当。2003年4月に営業部へ異動し一旦アナウンス業務から離れたが、2007年10月に復帰した。

## 担当番組

### 過去
- AM KOBEハーバーブリッジワイド〜RADIO PASTA〜（火曜日11:00 - 13:00）
- ラジオ関西ジャイアンツナイター（プロ野球中継。実況、リポーター）

『AM KOBE ゴールデンナイター』時代より出演（2003年から2007年の間は異動のため、担当を離れる）。2009年以降、ラジオ関西のプロ野球中継において自社のアナウンサー起用を原則取りやめたため出演していなかったが、2011年4月17日の楽天対オリックス戦デーゲーム中継で3年ぶりにリポーターとして出演した。
- まるごとスポーツサンデー
- ＫＯＢＥサウンドクレパス
- うたOH!ビッグサンデー
- ラジオ関西ニュース（2007年10月 - ）月・木曜日担当（2008年4月からは月曜日のみ）
- 時間です!古田編集長

## 参考資料
- 各外部リンク
- 『12球団全選手カラー百科名鑑』各年度版（日本スポーツ出版社→廣済堂出版→廣済堂あかつき）掲載記事「プロ野球アナウンサー紹介」内中継担当アナウンサー一覧